# Columba oliviae
Columba oliviae е вид птица от семейство Гълъбови (Columbidae).

## Разпространение
Разпространен е в Сомалия.